# غانثر كارستن
غانثر كارستن (بالألمانية: Gunther Karsten)‏ هو كاتب ألماني، ولد في 23 سبتمبر 1961.